# Harlem del Este

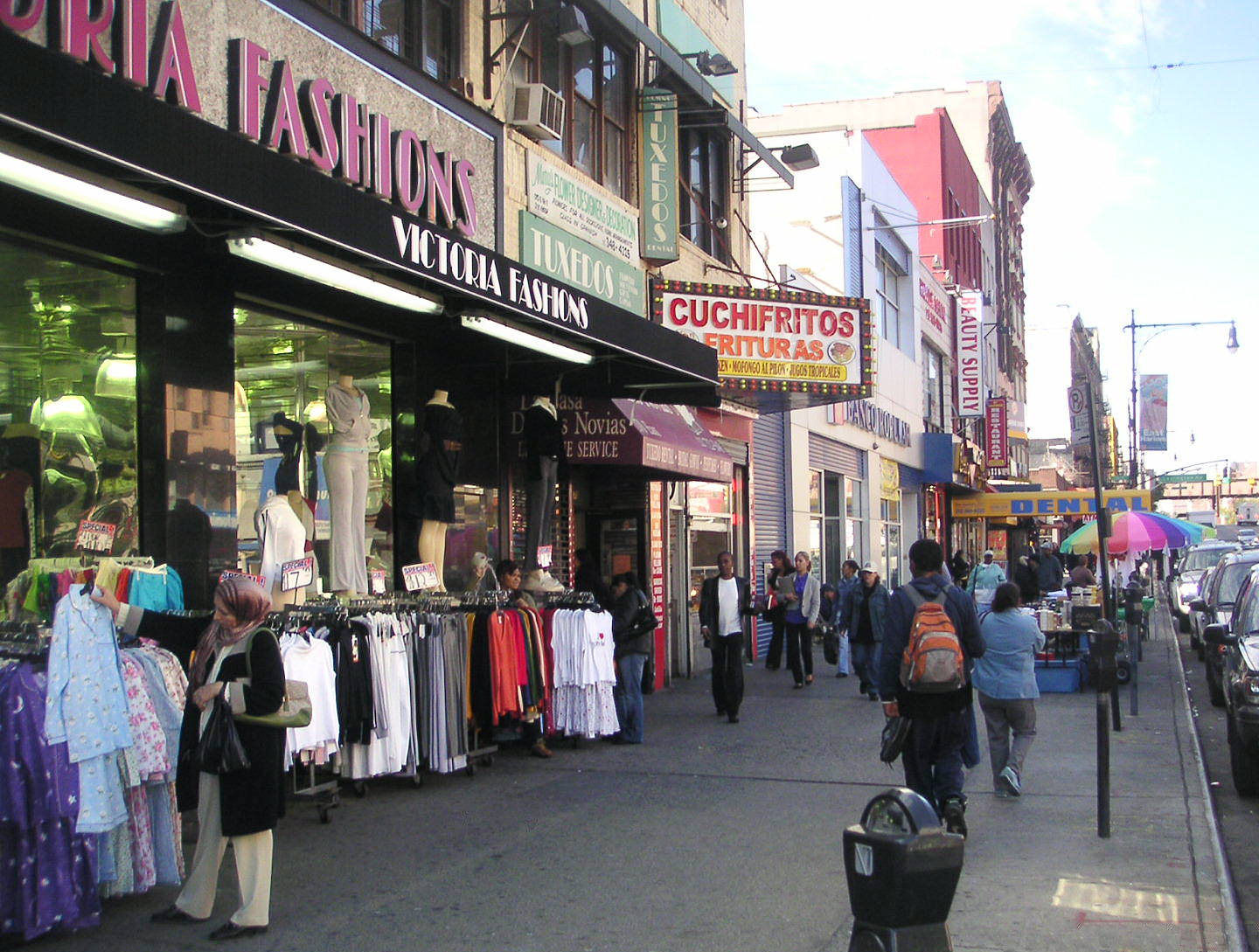
Calle 116 entre la avenida Lexington y Tercera Avenida

Harlem del Este (East Harlem), también conocido como Spanish Harlem («Harlem hispano»), es un barrio del Alto Manhattan, en Nueva York, abarcando a grandes rasgos la zona al norte del Upper East Side y limitado por la calle 96 al sur, la Quinta Avenida al oeste y los ríos East y Harlem al este y norte, respectivamente. A pesar de su nombre, no es generalmente considerado como parte de Harlem, pero es uno de los vecindarios incluidos en el "Gran Harlem".
El barrio es una de las mayores comunidades hispanas de Nueva York formadas, principalmente, de puertorriqueños así como números considerables de inmigrantes dominicanos, cubanos y mexicanos. La comunidad es famosa por sus contribuciones al freestyle latino y la música salsa. El Harlem del Este también incluye el área antiguamente conocida como "Italian Harlem" (en español: "Harlem italiano") y aún se mantienen remanentes de una comunidad italiana que en algún momento fue mayoritaria. La población china ha aumentado drásticamente en el Harlem del Este desde el año 2000.
El Harlem del Este ha sufrido históricamente de varios problemas sociales como la alta criminalidad, la más alta tasa de desempleo de la ciudad de Nueva York, embarazos adolescentes, sida, abuso de drogas, Sinhogarismo y una tasa de asma que es cinco veces mayor que el promedio nacional. Tuvo la segunda concentración más alta de vivienda pública en los Estados Unidos sólo detrás de Brownsville, Brooklyn. Sin embargo, el Harlem del Este esta experimentando un proceso de gentrificación. En febrero del 2016, fue uno de los cuatro barrios mencionados en un artículo del The New York Times sobre "Nuevos vecindarios de moda", y la ciudad estuvo considerando rezonificar esta área.
Harlem del Este es parte de la Junta Comunitaria N° 11 de Manhattan y sus principales códigos ZIP son 10029 y 10035. Esta patrullado por los precintos 23 y 25 del Departamento de Policía de Nueva York.

## Historia

### Primeros años
El área que hoy es Harlem del Este fue rural hasta gran parte del siglo XIX. Se desarrollaron asentamientos residenciales al noroeste del cruce de la Tercera Avenida y la calle 110 en los años 1860. La construcción de la línea de tránsito elevado hacia Harlem en 1879 y 1880, y la construcción de la línea de la Avenida Lexington en 1919, urbanizaron el área, precipitando la construcción de edificios de departamentos y casas adosadas de arenisca. La extensión de los vagones por la avenida Lexington hasta el Harlem del Este fue bloqueada por la inclinación creada por Duffy's Hill en la calle 103, una de los mayores desniveles en Manhattan. Harlem del Este fue poblado primero por alemanes, irlandeses, escandinavos, e inmigrantes judíos europeos orientales. La población judía alcanzó los 90,000 habitantes alrededor de 1917. En los años 1870, inmigrantes italianos se unieron a la zona luego de que un constructor que tendía rieles para tranvía en la Primera Avenida trajera trabajadores italianos como rompehuelgas. El asentamiento de los trabajadores a lo largo del río East a la altura de la calle 106 fue el inicio del vecindario italiano con 4,000 habitantes que llegaron a medidados de los años 1880. A medida que llegaban más inmigrantes, se expandía para el norte hasta la calle 115 y para el oeste hasta la Tercera Avenida.
Harlem del Este consistía de bolsones de asentamientos diferenciados étnicamente – italianos, alemanes, irlandeses y judíos – que empezaban a presionarse unos a los otros con los espacios entre cada uno aún ocupados por almacenes, fábricas de gas y botaderos de alquitrán y basura. En 1895, la Union Settlement Association, una de las más antiguas organizaciones del movimiento settlement en Nueva York, empezó a proveer servicios en el área, ofreciendo a los inmigrantes y a residentes de bajos ingresos diversos programas comunitarios, incluyendo clubes para niños y niñas, escuelas de costura y clases para adultos.

### Harlem italiano
Italianos sureños y sicilianos, con un moderado número de italianos norteños, predominaron pronto en la zona. Especialmente en el área al este de la avenida Lexington entre las calles 96 y 116 y al este de la avenida Madison entre las calles 116 y 125, con cada calle habitada por gente de diferentes regiones de Italia. El barrio empezó a ser conocido como el "Harlem italiano", el centro ítalo-estadounidense de Manhattan. Fue la primera parte en Manhattan en ser llamada "Little Italy". Los primeros italianos llegaron a Harlem del Este en 1878, desde Polla en la provincia de Salerno, y se asentaron en la cercanía de la calle 115.
Hubo muchos grupos criminales en el Harlem italiano desde la inicial Mano Negra hasta las más grandes y más organizadas pandillas italianas que formaron la Mafia estadounidense. Fue la ubicación fundacional de la familia criminal Genovese, una de las Cinco Familias que dominaron el crimen organizado en Nueva York. Esto incluye la actual 116th Street Crew de la familia Genovese. Durante los años 1970, el Harlem del Este italiano fue también la zona donde operaba la East Harlem Purple Gang, una pandilla de narcotraficantes y de sicarios ítalo-estadounidense. 
En los años 1920 e inicios de los 1930, el Harlem italiano fue representado en el Congreso por el futuro alcalde Fiorello H. La Guardia. Luego de ser alcalde, La Guardia ayudó a planear una gran expansión del Thomas Jefferson Park en la Primera Avenida, entre las calles 111 y 114, a mediados de los años 1930. El barrio estuvo representado, en los años 1940, por el abogado, socialista y activista de derechos civiles ítalo-estadounidense Vito Marcantonio. El barrio italiano alcanzó su pico en los años 1930, con más de 110 000 ítalo-estadounidenses viviendo en sus atestados y deteriorados edificios de departamentos. El censo de 1930 mostró que el 81% de la población del Harlem italiano consistía de ítalos-estadounidenses de primera o segunda generación, poco menos que la concentración de ítalo-estadounidenses en la Little Italy del Lower East Side cuyo porcentaje era del 88 %. La población del Harlem italiano, sin embargo, era tres veces la de Little Italy.
La comunidad italiana en Harlem del Este se mantuvo fuerte hasta los años 1980, pero ha disminuido lentamente desde entonces. Sin embargo, los residentes italianos y los vestigios del antiguo vecindario italiano se mantienen. El festival anual de Nuestra Señora de Monte Carmelo y el "Dancing of the Giglio", el primer festival italiano en Nueva York, se siguen celebrando ahí cada año en el segundo fin de semana de agosto por la Giglio Society of East Harlem. Las tiendas italianas aún existen tales como el restaurante Rao's, que abrió en 1896, y la original Patsy's Pizzeria que abrió en 1933. En mayo del 2011, una de las últimas tiendas italianas en el vecindario, una barbería propiedad de Claudio Caponigro en la calle 116, fue amenazada de clausura por un aumento de la renta.

### Harlem hispano

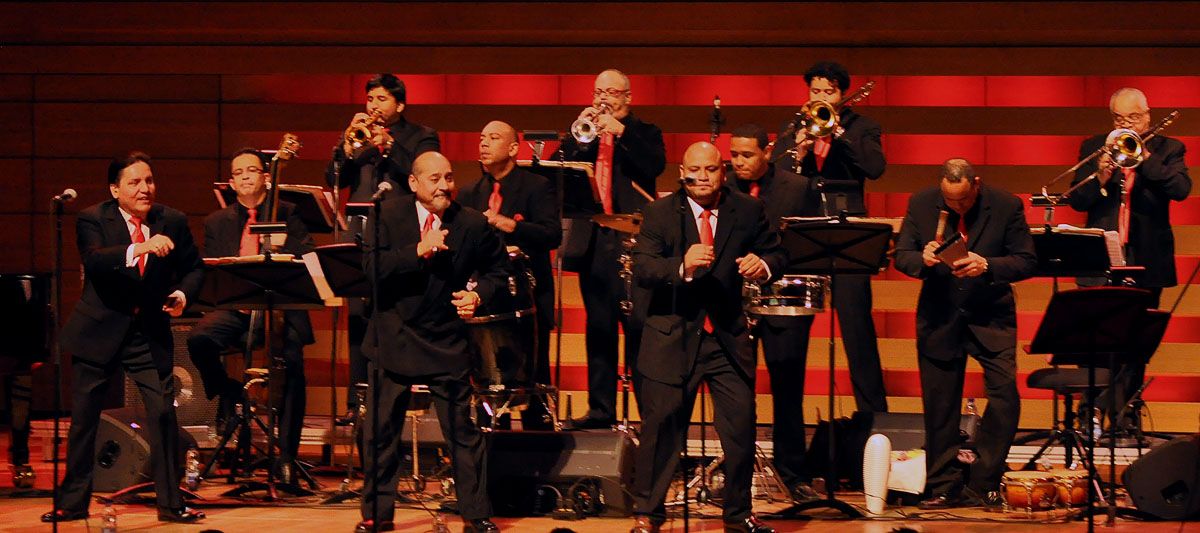
La Spanish Harlem Orchestra (orquesta)

La migración portorriqueña y latinoamericana luego de la Primera Guerra Mundial estableció un enclave en la parte occidental de Harlem del Este – alrededor de la calle 110 y la avenida Lexington – que se hizo conocido como "Harlem Hispano". El área creció lentamente hasta abarcar todo Harlem del Este, incluyendo el Harlem italiano a medida que los italianos se mudaban – hacia El Bronx, Brooklyn, Long Island, al norte del estado de Nueva York y Nueva Jersey – y los latinos se mudaron durante otra ola de inmigración en los años 1940 y 1950. Aunque en ciertas áreas, particularmente alrededor de Pleasant Avenue, el Harlem Italiano perduró hasta los años 1970, hoy en día la mayoría de la antigua población italiana ya se fue. La mayoría de esos residentes mayores que aún se mantienen viven alrededor de la Iglesia de Nuestra Señora de Monte Carmelo, principalmente entre las calles 114 y 118. De acuerdo con el censo de 2000, había sólo 1,130 ítalo-estadounidenses aún viviendo en esa área.
La nueva población predominante de portorriqueños, que alcanzó 63,000 habitantes en 1950, continuó definiendo el barrio de acuerdo a sus necesidades, estableciendo bodegas y botánicas a medida que se expandía, para los años 1930 Hubo ya un mercado callejero debajo del viaducto ferroviario de Park Avenue entre las calles 111 y 116, llamado "La Marqueta" ("El Mercado"). Iglesias católicas y protestantes aparecieron en la zona. Aunque el término "Harlem hispano" había estado en uso desde por lo menos los años 1930 para describir el enclave latino – junto con "Harlem italiano" y "Harlem negro" – el nombre empezó a ser utilizado para nombrar a todo el Harlem del Este desde los años 1950. Luego, el nombre "El Barrio" empezó a usarse, especialmente por residentes del área.

### Declive
En los años 1950 y 1960, grandes sectores del Harlem del Este fueron derrumbados para la construcción de proyectos de renovación urbana y el barrio fue una de las zonas más golpeadas en los años 1960 y 1970 cuando la ciudad de Nueva York sufrió con déficits, disturbios raciales, fuga urbana, peleas de pandillas, abuso de drogas, crimen y pobreza. Los edificios de inquilinos estaban tugurizados, sin mantenimiento, y eran objetivos frecuentes de incendios. En 1969 y 1970, un capítulo regional de los Young Lords que se reorganizaron desde una pandilla callejera en Chicago por Jose (Cha-Cha) Jiménez, dirigió varios programas incluyendo un Free Breakfast for Children (en español: Desayuno Gratis para Niños) y una clínica médica gratuita para ayudar familias latinas pobres. Los Young Lords vinieron junto con las Black Panthers y llamaron a la independencia de Puerto Rico y al empoderamiento del vecindario. Aún a inicios de los años 2000s, la pandilla Latin Kings se mantiene prevalente en el Harlem del Este.

### Historia reciente
A inicios del siglo XXI, Harlem del Este era un barrio con diversidad racial, con casi un tercio de la población siendo portorriqueños. Tal como fue a lo largo de su historia, es predominante un vecindario de clase trabajadora.
Hasta el 2006, los valores de las propiedades en Harlem del Este aumentaron junto con las demás de la ciudad, llevando a la gentrificación y cambios demográficos en el área.
El 12 de marzo del 2014, a las 9:00, una gran explosión y un incendio en el 1644–1646 Park Avenue mató ocho personas e hirió a más de 70.
El New York Post listó una parte de la ciudad – la manzana de la Lexington Avenue entre las calles 123 y 124 – como una de "las mas peligrosas de la ciudad" debido a que las estadísticas policiales del crimen para el 2015 mostraban que se habían hecho 19 asaltos ahí, más que cualquier otra manzana en la ciudad. El Post también reportó que había, según la Harlem Neighborhood Block Association, "22 programas de tratamiento de drogas, cuatro proveedores de servicios para indigentes y cuatro instalaciones de albergue temporal" en Harlem del Este.
Harlem del Este ha empezado a sentir los efectos de la gentrificación. En febrero del 2016, un artículo en el The New York Times sobre los próximos vecindarios de moda en Nueva York presentó a Harlem del Este como una de esas áreas. Un vendedor inmobiliario lo describió como "una de las pocas áreas que quedan en Nueva York donde puedes conseguir un buen negocio". El artículo mencionó nuevas construcciones de lujo, acceso a transporte, la inauguración de nuevas tiendas, bares y restaurantes y tiendas nacionales empezando a aparecer en las afueras del vecindario. Principalmente, fue el costo de la vivienda en comparación al resto de Manhattan, lo que el artículo señaló como el principal factor. Empezando en el 2016, el gobierno de la ciudad ha buscado rezonificar el barrio "para facilitar nuevas construcciones residenciales, comerciales, comunales e industriales". Los residentes del barrio generaron un plan de zonificación sugerida, el "East Harlem Neighborhood Plan", que fue ofrecido a la ciudad en febrero del 2017, pero en agosto de ese año los resdientes y el presidente del borough de Manhattan, Gale Brewer, se quejaron de que la ciudad había ignorado su plan casi completamente.
En el 2019, la porción más antigua del barrio, las cuadras de las calles 11 a la 120 entre las avenidas Park y Pleasant, fue inscrita en el Registro Nacional de Lugares Históricos como el East Harlem Historic District.

## Demografía
El Departamento de Planificación Urbana de la Ciudad de Nueva York clasifica a Harlem del Este en dos áreas de tabulación: Harlem del Este Norte y Harlem del Este Sur, divididos por la calle 115. Las dos áreas tienen una población combinada de 115,921, un aumento de 1,874 (1.4%) respecto de los 114,047 establecidos en el Censo del 2000.
Basado en la data del Censo del 2010, la población de Harlem del Este Norte era de 58 019, un aumento de 871 (1.5 %) respecto de los 57 148 contados en el 2000. Cubriendo un área de 232.27 ha, el vecindario tiene una densidad poblacional de 25 000/km2. La composición racial del vecindario fue de 6.8% (3,936) blancos, 35.5% (20,625) afroamericano , 0.2% (128) nativo americano, 3.0% (1,766) asiático, 0.0% (9) isleño del Pacífico, 0.3% (185) de otras razas, y 1.3% (769) de dos o más razas . Hispanos o latinos de cualquier raza fueron el 52.7% (30,601) de la población.
Basado en la misma data, la población del Harlem del Este Sur fue de 57 902, un aumento de 1003 (1.8 %) respecto de los 56 899 contados en el 2000. Cubriendo un área de 157.59 ha, el vecindario tenía una densidad poblacional de 36 700/km2. La composición racial del vecindario fue de 17.4 % (10 072) blanco, 24.6 % (14 227) afroestadounidense, 0.2 % (96) nativo americano, 8.3 % (4802) asiática, 0.1 % (55) isleño del Pacífico, 0.4% (218) de otras razas, y 1.6% (933) de dos o más razas. Hispanos o Latinos de cualquier raza, eran el 47.5% (27,499) de la población.
Los cambios más significativos en la composición racial de Harlem del Este entre el 2000 y el 2010 fue el aumento de la población asiática en un 109% (3,427), el aumento de la población blanca en un 68% (5,689), y la disminución de la población negra en un 12% (4,625). Aunque la mayor parte del influjo de residentes asiáticos y blancos se dio en la parte sur, el mayor crecimiento porcentual se dio en la parte norte a la vez que el decrecimiento de la población negra fue igual en ambas partes. La población hispana/latina también disminuyó en un 4% (2,485), un decrecimiento casi totalmente concentrado en la parte sur, donde cayó de ser el grupo mayoritario a ser el grupo plural. La pequeña población de otras razas experimentó un ligero crecimiento de 5% (132).
La totalidad de la Junta Comunitaria N° 11, que consiste de Harlem del Este, Randall's Island, y Ward's Island, tenía 124,323 habitantes según el perfil de salud comunitaria del 2018 de NYC Health, con una expectativa de vida promedio de 77.3 años.: 2, 20  Esto es 3.9 menor que la expectativa de todos los barrios de la ciudad que alcanza 81.2 .: 53 (PDF p. 84)  La mayoría de los residentes son niños y adultos de mediana edad: 21% tienen entre 0–17 años, mientras el 33% tiene entre 25 y 44, y el 23% entre 45 y 64. La proporción entre estudiantes y ancianos era menos, en 10% y 13% respectivamente.: 2 
Para el 2017, el ingreso medio por hogar en el Distrito Comunitario 11 era de $36,770. En el 2018, un estimado de 23% de los residentes del Distrito Comunitario 11 vivían en la pobreza, comparado al 14% de todo Manhattan y al 20% de todo Nueva York. Uno de cada nueve residentes (11%) estaban desempleados, comparado con el 7% de Manhattan y el 9% en Nueva York. El porcentaje de residentes que tienen dificultades para pagar su renta es el 48% en el Distrito Comunitario 11, comparado con los porcentajes de Manhattan y la ciudad de 45% y 51% respectivamente. Basado en este cálculo para el 2018, el Distrito Comunitario 11 es considerado como estar gentrificándose: según el Perfil de Salud de la Comunidad, el distrito era de ingresos bajos en 1990 y ha visto un crecimiento de la renta sobre el promedio en el 2010.: 7 

### Grupos étnicos
El Distrito Comunitario 11 es un área mayormente de ingresos bajos a medios. Está conformado por portorriqueños, afroestadounidenses, ítalo-estadounidenses, asiático-estadounidenses, caribeño-estadounidenses (principalmente dominicanos y cubanos) y una creciente población de mexicanos-estadounidenses, salvadoreños e inmigrantes de otros países de Centroamérica de primera y segunda generación. Tiene una de las más altas concentraciones de puertorriqueños en toda la ciudad de Nueva York. En el 2010, la población puertorriqueña fue de 27.7 % en el código zip 10029, y 23.4% en el 10035. El 10035 también tiene una gran población mexicana de 10.7%.
Tal como se dijo anteriormente, el número de asiáticos en Harlem del Este se duplicó entre el 2000 y el 2010, en gran parte debido a la llegada de chinos. El aumento de los alquileres en el barrio chino del bajo Manhattan causó que muchos se muden a proyectos residenciales públicos o subsidiados en este barrio. Se han hecho llamados a contar con servicios en idioma chino en los centros comunitarios para acomodar al creciente número de residentes chinos en el área. En el 2000, la población china en la parte norte era menor del 1% pero para el 2010 llegó a ser el 3%. En la parte sur, llegó de 4.6% a 8.4%.

### Cuestiones sociales
Los problemas sociales, incluyendo la concentración de pobreza, el sinhogarismo, la tugurización, la sobrepoblación, la baja calidad de la vivienda, barreras de lenguaje, inseguridad alimentaria, embarazos adolescentes, obesidad, crimen, adicción a las drogas, abandono escolar y bajos niveles de logros educativos plagaron el área por mucho tiempo. Aunque los porcentajes de crímenes han disminuido de los históricos altos números de la epidemia de crack, Harlem del Este sufre de un gran ratio de crímenes violentos, especialmente en el Precinto 25 alrededor de la calle 115. En el 2021, el Precinto 25 tuvo el segundo ratio de asaltos y robo, la decimosexta en violación y el más alto de asesinato entre los 77 precintos del Departamento de Policía de Nueva York.
Harlem del Este tiene la mayor concentración de albergues en Manhattan, con ocho albergues para indigentes, 36 centros de tratamiento de drogas y alcohol y 37 de salud mental. También tiene el índice más alto de desempleo en toda la ciudad, así como el segundo más alto ratio acumulativa de sida. El ratio de asma es también cinco veces mayor que los niveles nacionales. El vecindario también sufre de un alto nivel de pobreza. La Union Settlement Association es una de las agencias de servicio social más grandes del barrio, alcanzando a 13,000 personas anualmente en 17 ubicaciones en todo Harlem del Este, a través de una variedad de programas, incluyendo educación infantil temprana, desarrollo juvenil, servicios para mayores, entrenamiento para trabajo, artes, educación adulta, nutrición, consejería, un mercado de agricultores, desarrollo comunal y eventos culturales del vecindario.

## Vivienda

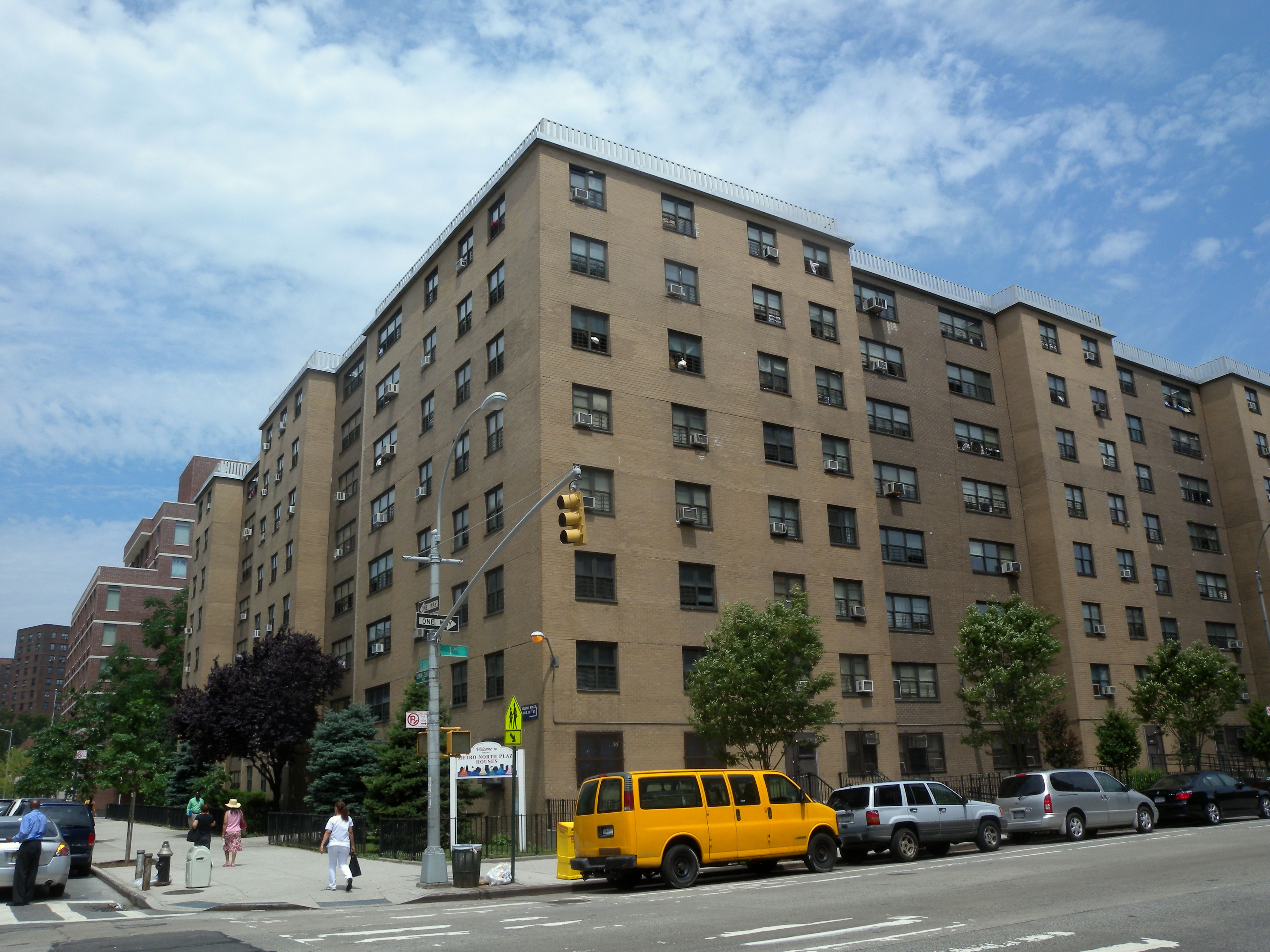
Metro North Plaza Houses

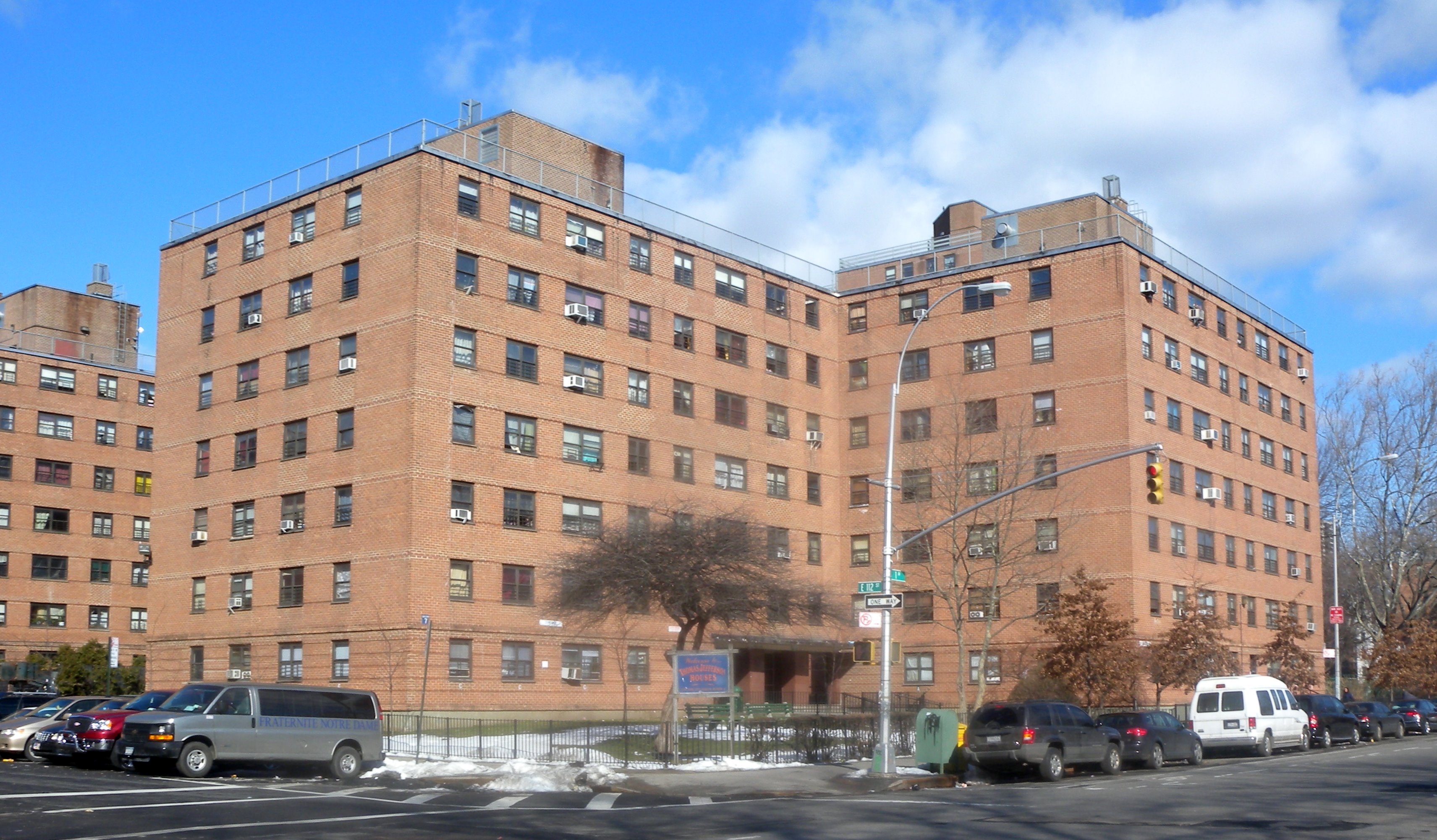
Jefferson Houses

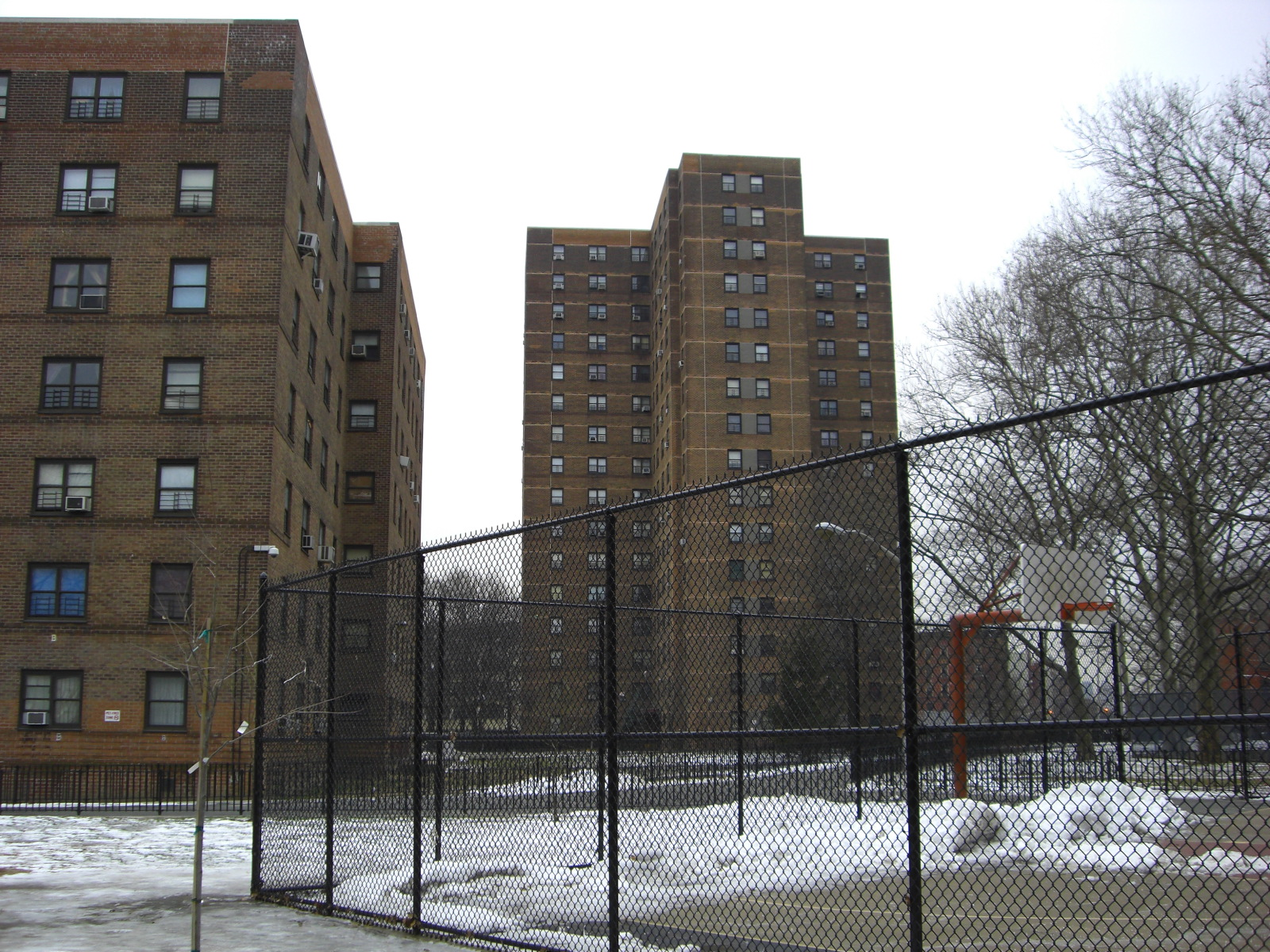
Wagner Houses

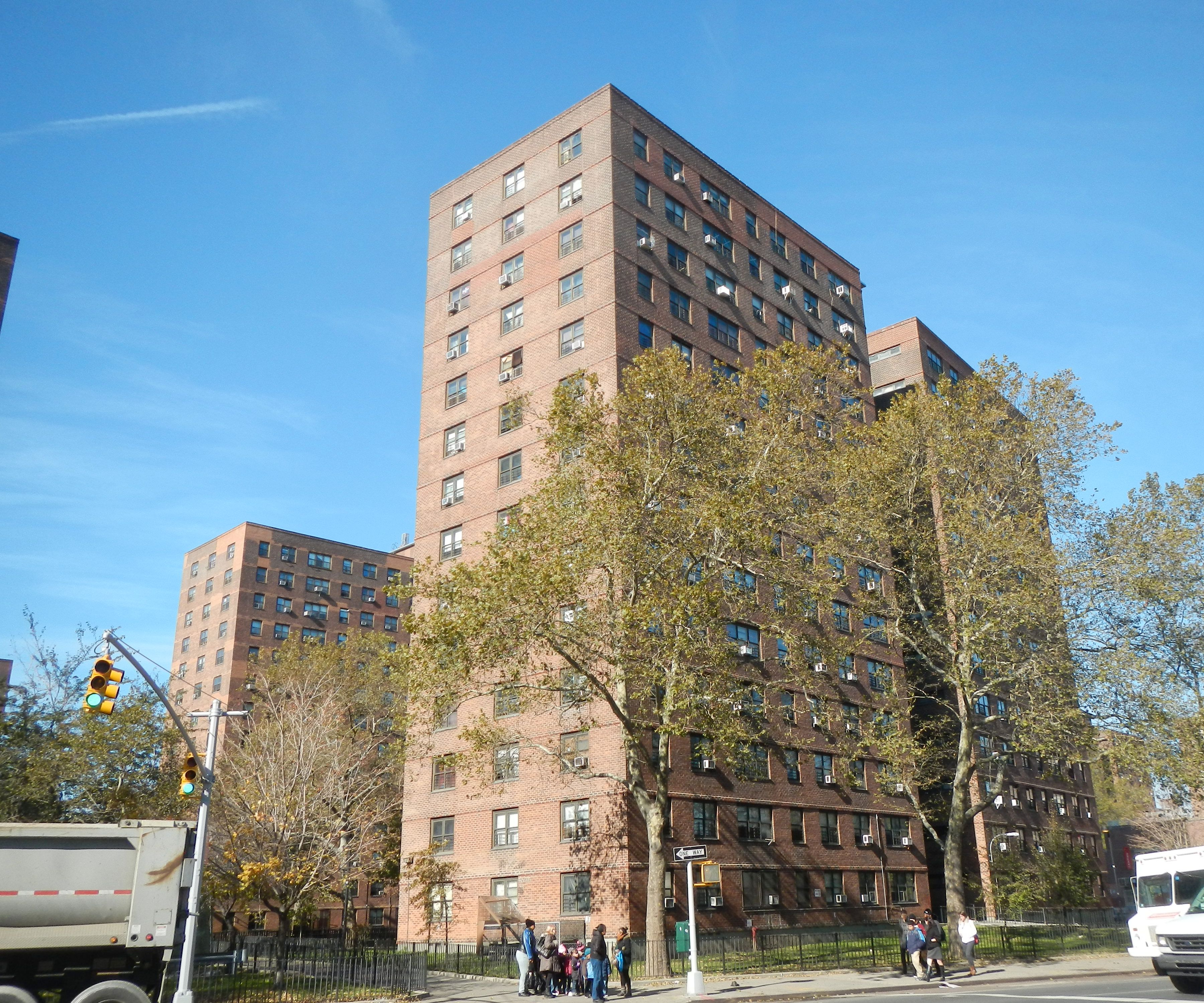
Washington Houses

Harlem del Este está dominado por complejos de vivienda pública, con una alta concentración de edificios de departamentos antiguos entre estos conjuntos. El vecindario contiene la segunda mayor concentración de vivienda pública en los Estados Unidos, detrás de Brownsville, Brooklyn. El área total de terreno es de 4 km2.
Luego de una ola de incendios asolaron las comunidades de bajos ingresos de Nueva York a través de los años 1970s, muchas de las estructuras residenciales en Harlem del Este fueron seriamente dañadas o destruidas. Para fines de los años 1970, la ciudad empezó a rehabilitar varios edificios de departamentos y declararlos como vivienda de bajos ingresos. A pesar de la reciente gentrificación del vecindario, gran número de edificios de departamentos han sido mantenidos desocupados de manera deliberada por sus propietarios. Aunque los negocios en los pisos bajos se mantienen, los caseros no quieren tener el problema que implica tener inquilinos. En otros casos, los caseros están esperando por una reactivación económica, manteniendo los departamentos para que puedan arrendarlos después a un monto mayor.
En el 2007, un estudio de los edificios de Manhattan encontró que 1,723 estaban significativamente vacíos, tres cuartos de ellos al norte de la calle 96. Otro estudio de 1998 encontró que un cuarto de los edificios residenciales de poca altura en las avenidas o en los principales cruces de calles en Harlem del Este habían sellado los pisos residenciales, a pesar de tener negocios comerciales en el piso bajo.

### Proyectos de vivienda pública
Hay veinticuatro proyectos de vivienda en Harlem del Este. Para el 2013, el 93.6% de todas las unidades de vivienda estaban alquiladas y más del 25% de la población vivía en casas de vivienda pública manejadas por la NYCHA.

## Economía
El barrio alberga uno de los mayores estudios de televisión al norte del midtown, conocido como Metropolis, en la Calle 106 y en Park Avenue, donde se produjeron espectáculos como 106 & Park de BET y Chappelle's Show. PRdream.com, un sitio web sobre la historia y cultura de los portorriqueños fundó una galería digital llamada MediaNoche en el 2003. Presenta arte basado en la tecnología en el cruce de Park Avenue y la Calle 102, proveyendo espacios de exhibición y residencia para artistas y productores, así como eventos de webcast.

## Criminalidad

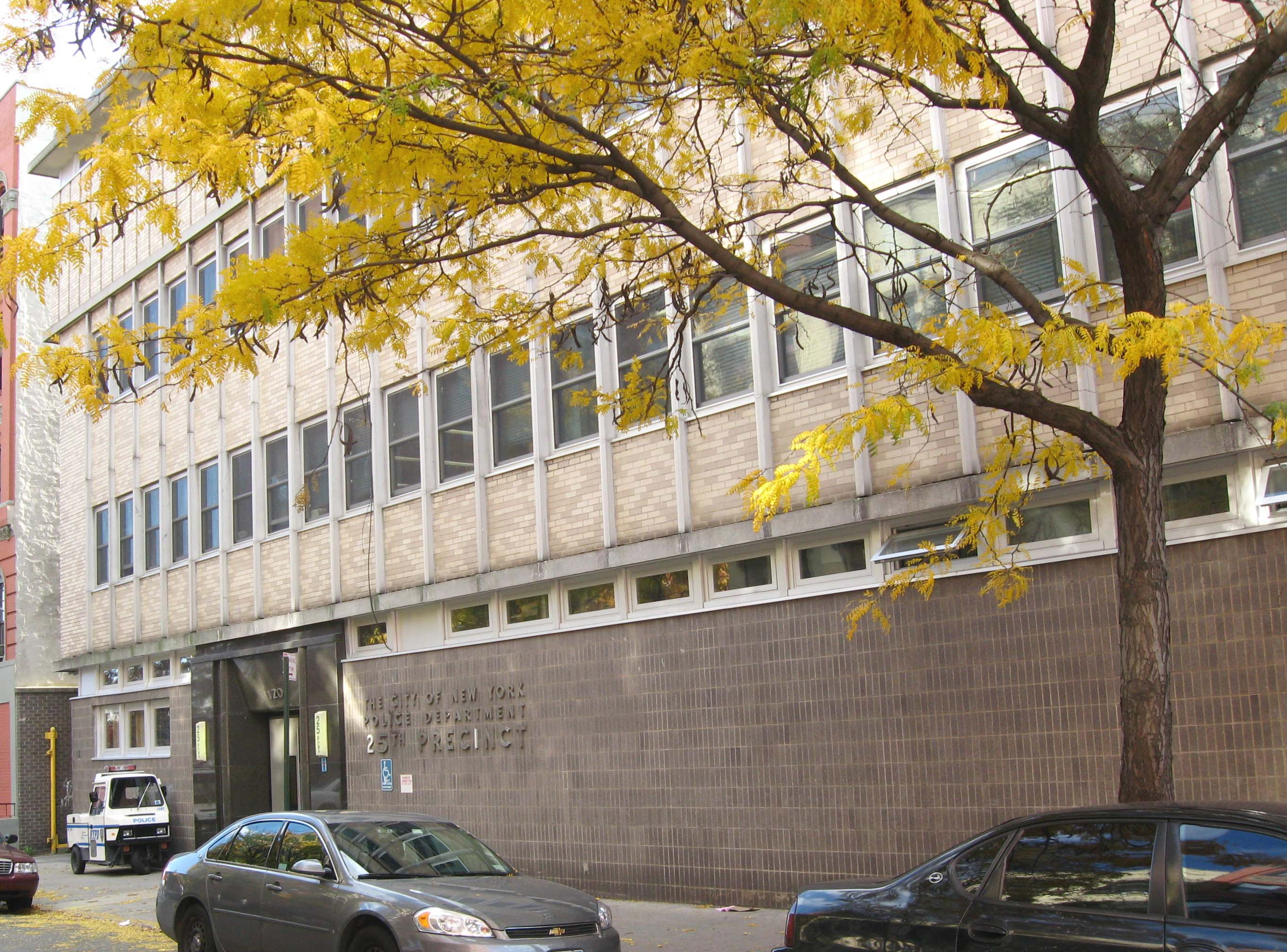
NYPD 25th Precinct station house

Harlem del Este es atendido por dos precintos con el NYPD. El área al norte de la calle 116 es atendida por el precinto 25 ubicado en el 120 de la calle 119 este, mientras el área al sur de la calle 116 es atendida por el precinto 23, ubicado en el 164 de la calle 102 este.
El precinto 25 tiene un ratio de crimen menor que en los años 1990, con una disminución del 62.1% de crímenes de todas las categorías entre 1990 y 2021. El precinto reportó 16 asesinatos, 12 violaciones, 242 asaltos, 382 robos, 108 robos de casas, 401 hurtos de alto valor, y 66 hurtos de autopartes en el 2012. De los cinco mayores crímenes (asesinato, violación, asalto con arma, robo, y robo de casas), el precinto 25 tiene un total de 1,340 crímenes por 100,000 residentes en el 2019, comparado al promedio de todo Manhattan de 632 crímenes por 100,000 y el promedio de toda la ciudad de 572 crímenes por 100,000.
El precinto 23 tiene también un menor ratio de crimen que en los años 1990 con un descenso del 69.7% del número de crímenes de todas las categorías. El precinto reportó 8 asesinatos, 16 violaciones, 189 robos, 366 asaltos a mano armada, 109 robos de casas, 33 hurtos de alto valor y 60 robos de autopartes en el 2021. De los cinco principales crímenes, el precinto 23 tenía un nivel de 819 crímenes por 100,000 residentes en el 2019, comparado al promedio de Manhattan de 632 y al de toda la ciudad de 572.
Para el 2018, el Distrito Comunitario 11 tenía un ratio de hospitalización de heridos por asaltos no fatales de 130 por 100,000 personas, comparado al promedio de Manhattan de 49 y al de la ciudad de 59. Su promedio de encarcelamiento es de 1,291 por 100,000 personas, comparado al promedio de Manhattan de 407 y al de la ciudad entera de 425.: 8 
En el 2019, la concentración más alta de robos a mano armada en Harlem del Este se dio alrededor de la intersección de la calle 125 y Lexington Avenue, donde hubo 39 incidentes. Esta ubicación es bien conocida como un lugar de venta de drogas y escenario de otros crímenes. La mayor concentración de robos, por otro lado, se dio alrededor de la intersección de la calle 116 y la Tercera Avenida, donde hubo 21 robos. El Willis Avenue Bridge que conecta Harlem del Este con la sección Mott Haven del Bronx ha sido por mucho tiempo un lugar de robos.

## Personas destacadas
Muchos artistas famosos vivieron y trabajaron en el Harlem Hispano, tales como el timbalero Tito Puente (la calle 110 fue renombrada como “Tito Puente Way”, es decir, Camino de Tito Puente), la leyenda del jazz latino Ray Barretto, el escritor y juez Edwin Torres; y una de las puertorriqueñas más famosas, Julia de Burgos, entre otros. Piri Thomas, escribió su autobiografía superventas llamada "Down These Mean Streets" (Por estas miserables calles) en 1967. Aquí nacieron Al Pacino y los famosos raperos Tupac Shakur y Big L, además del Reggaetonero Arcángel y el Salsero Marc Anthony.

## Centros culturales y lugares de interés
Establecimientos de influencia social como Camaradas, El Barrio y La Fonda Boricua se convirtieron en crecientes comunidades para la preservación de la cultura del Harlem Español. El Museo de El Barrio, un museo de cultura latinoamericana y caribeña, está cerca del Museo Mileway, y en las cercanías de otros centros culturales del barrio.
Hay varias instituciones religiosas en Harlem: iglesias ortodoxas griegas e iglesias católicas, incluidas el Sagrado Rosario de East Harlem y la tradicional Iglesia ortodoxa rusa.

## Educación

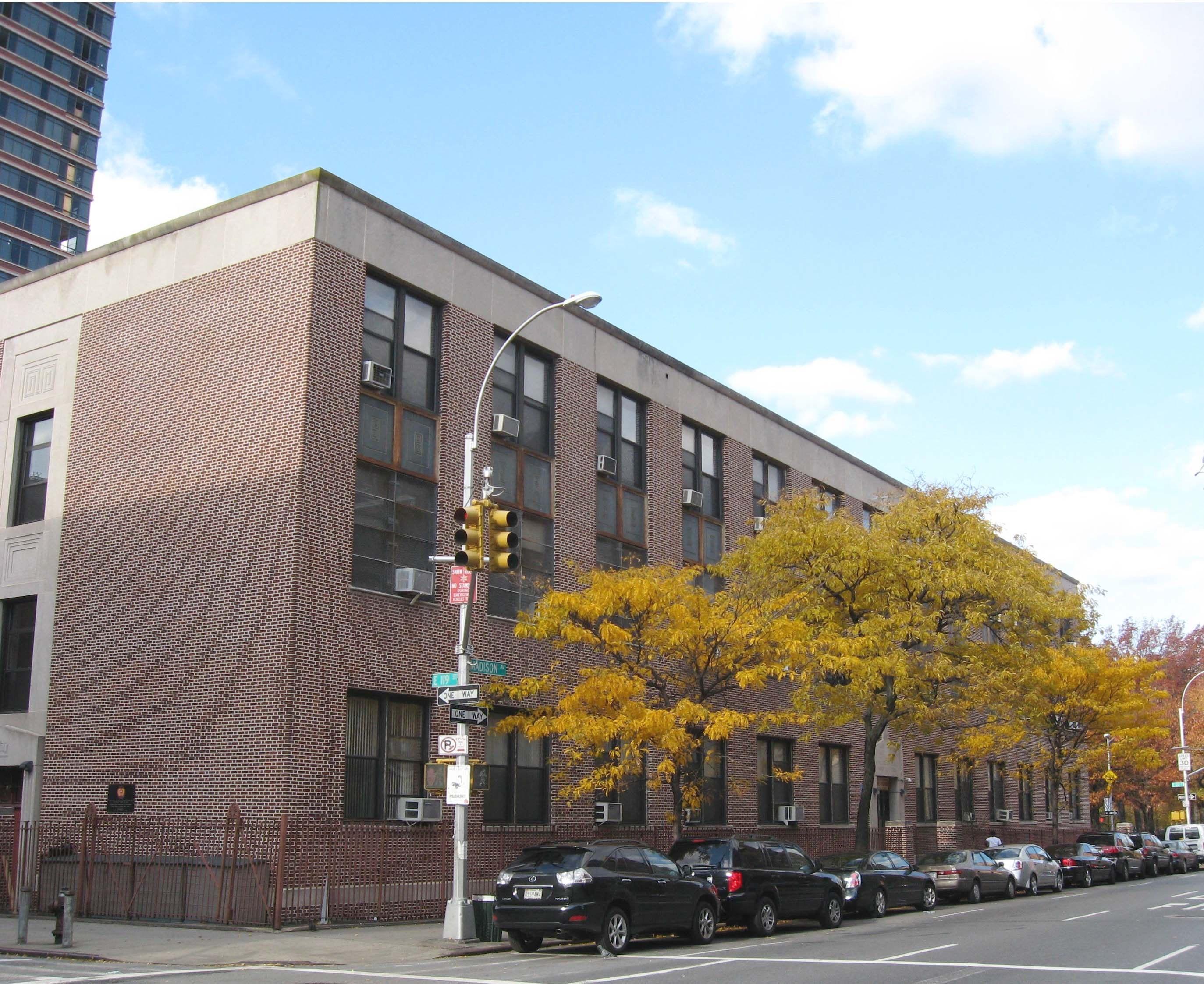
James Fenimore Cooper Elementary School

Harlem del Este tiene un alto porcentaje de deserción escolar e incidentes violentos en sus escuelas. Los estudiantes deben pasar por detectores de metales y llevar tarjetas magnéticas de identificación para entrar en los edificios. Otros problemas en las escuelas locales son la baja puntuación en las pruebas y las altas tasas de absentismo escolar. Sin embargo, desde 1982, la comunidad ha acogido el Manhattan Center for Science and Mathematics.
También se encuentran varias escuelas Católicas, como la Our Lady of the Angels en la calle 112 entre la 2ª y 3ª avenida.